# Paral·lel 30° sud
El paral·lel 30° sud és una línia de latitud que es troba a 30 graus sud de la línia equatorial terrestre. Travessa l'oceà Atlàntic, l'Àfrica, l'Oceà Índic, l'Australàsia, l'Oceà Pacífic i Amèrica del Sud.
En aquesta latitud el sol és visible durant 14 hores, 5 minuts durant el solstici d'hivern i 10 hores, 13 minuts durant el solstici d'estiu.

## Geografia
En el sistema geodèsic WGS84, al nivell de 30° de latitud sud, un grau de longitud equival a 96,486 km; la longitud total del paral·lel és de 34.736 km, que és aproximadament 87,0% de la de l'equador, del que es troba a 3.320 km i a 6.682 km del pol Sud

## Arreu del món
A partir del Meridià de Greenwich i cap a l'est, el paral·lel 30° sud passa per: 
| Coordenades                               | País. Territori o mar | Notes |
| ----------------------------------------- | --------------------- | --- |
| 30° 0′ S, 0° 0′ E / 30.000°S,0.000°E      | Oceà Atlàntic         | |
| 30° 0′ S, 17° 9′ E / 30.000°S,17.150°E    | Sud-àfrica            | Cap Septentrional Estat Lliure |
| 30° 0′ S, 27° 14′ E / 30.000°S,27.233°E   | Lesotho               | |
| 30° 0′ S, 29° 1′ E / 30.000°S,29.017°E    | Sud-àfrica            | KwaZulu-Natal - passa al sud de Durban |
| 30° 0′ S, 30° 57′ E / 30.000°S,30.950°E   | Oceà Índic            | |
| 30° 0′ S, 114° 57′ E / 30.000°S,114.950°E | Austràlia             | Austràlia Occidental Austràlia Meridional Nova Gal·les del Sud                                                                                            |
| 30° 0′ S, 153° 13′ E / 30.000°S,153.217°E | Oceà Pacífic          | Passa entre les illes de la cadena Kermadec, Nova Zelanda                                                                                                 |
| 30° 0′ S, 71° 24′ O / 30.000°S,71.400°O   | Xile                  | Coquimbo |
| 30° 0′ S, 69° 55′ O / 30.000°S,69.917°O   | Argentina             | Província de San Juan Província de La Rioja Catamarca Província de Córdoba Província de Santiago del Estero Província de Santa Fe Província de Corrientes |
| 30° 0′ S, 57° 20′ O / 30.000°S,57.333°O   | Brasil                | Rio Grande do Sul – passa a través de Porto Alegre |
| 30° 0′ S, 50° 7′ O / 30.000°S,50.117°O    | Oceà Atlàntic         | |